# Split Fiction
Split Fiction — компьютерная игра в жанре приключенческого экшена, разработанная студией Hazelight Studios при поддержке издательства Electronic Arts. Как и предыдущий проект студии, It Takes Two, игра рассчитана на совместное прохождение в кооперативе (локальном и онлайн). Релиз проекта состоялся 6 марта 2025 года на консолях PlayStation 5 и Xbox Series X/S, а также Windows.

## Сюжет
Писательницы Зои и Мио оказываются участницами научного эксперимента, попадая в ловушку собственных историй (фэнтези и научной фантастики соответственно). Незнакомые друг с другом женщины должны стать напарницами и отправиться в опасное путешествие, в котором им придётся решать различные головоломки, преодолевать сложные испытания и победить коварных боссов.

## Игровой процесс
Проект представляет собой приключенческий экшен от третьего лица с уклоном в платформинг — игрокам нужно будет регулярно преодолевать препятствия, периодически сражаясь с враждебными противниками. Как правило, каждый новый уровень предлагает уникальную механику, которая больше не повторяется в дальнейшем. Например, на одном из них героини смогут управлять драконами, а на другом — сражаться лазерными мечами. Способности Зои и Мио также будут разниться в зависимости от текущего этапа, поэтому игроки должны будут взаимодействовать друг с другом, чтобы продвигаться по сюжету. В каждой локации предусмотрены побочные квесты, все они также будет содержать уникальную игровую механику. Игра рассчитана на кооперативное прохождение вдвоём (локально или онлайн).

## Разработка
Разработка игры началась после выхода It Takes Two (2021). Команда из 80 человек создавала игру на движке Unreal Engine 5. Главные героини (Зои и Мио) получили свои имена в честь дочерей Юсефа Фареса. Геймдизайнер сравнил сюжет игры с фильмом в жанре «бадди-муви», поскольку персонажи начинают как совершенно незнакомые люди, которые должны постепенно сблизиться друг с другом, чтобы выжить. По словам Фареса, одной из самых больших проблем при разработке проекта с множеством разнообразных игровых механик было обеспечение того, чтобы каждая из них была полностью отточена. Хотя отрезок с определённой игровой механикой, мог длиться всего несколько минут, команде порой приходилось работать над ней месяцами, чтобы обеспечить достаточную интуитивность восприятия.
Split Fiction была анонсирована на мероприятии The Game Awards 2024. Игра вышла 6 марта 2025 года на консолях PlayStation 5, Xbox Series X/S, а также Windows. Как и в предыдущих играх Hazelight, она будет использовать систему «Friend’s Pass» — для совместной игры требуется только одна приобретённая копия. Также, проект будет поддерживать возможность кроссплатформенного прохождения.

## Продажи
Split Fiction разошлась тиражом в 1 миллион копий за первые 48 часов продаж. За первую неделю продажи игры составили более 2 миллионов копий.
В марте 2025 года Split Fiction попала в Книгу рекордов Гиннесса как «Самая популярная локальная кооперативная видеоигра в Steam», «Самый продаваемый локальный кооператив в течение 48 часов после релиза» и «Самый продаваемый локальный кооператив в течение первой недели после выхода».

## Отзывы критиков
| Сводный рейтинг       | Сводный рейтинг                      |
| Агрегатор             | Оценка                               |
| --------------------- | ------------------------------------ |
| Metacritic            | Win: 92/100 PS5: 91/100 XSXS: 93/100 |
| OpenCritic            | 98%                                  |
| Иноязычные издания    |                                      |
| Издание               | Оценка                               |
| Destructoid           | 9,5/10                               |
| Edge                  | 8/10                                 |
| Eurogamer             | [ 20 ]                               |
| GameSpot              | 10/10                                |
| GamesRadar+           | [ 22 ]                               |
| IGN                   | 9/10                                 |
| NME                   | [ 24 ]                               |
| PC Gamer (US)         | 87/100                               |
| Push Square           | [ 26 ]                               |
| Shacknews             | 9/10                                 |
| VG247                 | [ 28 ]                               |
| Video Games Chronicle | [ 29 ]                               |
| Русскоязычные издания |                                      |
| Издание               | Оценка                               |
| 3DNews                | 10/10                                |
| GameMAG.ru            | 9/10                                 |
| PlayGround.ru         | 9/10                                 |
| StopGame.ru           | Изумительно                          |
| «Мир фантастики»      | (положительная)                      |
| «НИМ»                 | 9/10                                 |

Игра получила высокие оценки от профильных СМИ, её средняя оценка на сайте Metacritic составляет 89 баллов из 100 на основе 50 рецензий, что приравнивается к статусу «всеобщее признание». По данным портала OpenCritic игра получила 90 балл из 100 на базе 121 обзора, её рекомендуют 98 % критиков. Split Fiction называют «эталоном кооперативных адвенчур», проект хвалят за большое разнообразие механик и уровней — он постоянно предлагает что-то новое «будь это необычная головоломка или красивейшая локация», а также за высокую проработанность взаимоотношений между главными героинями — «их замечательно озвучили, за счёт чего приключение ощущается живым и запоминающимся». По мнению обозревателя Eurogamer, она «одна из самых изобретательных и увлекательных кооперативных игр на сегодняшний день». В свою очередь рецензент из IGN сравнил новый проект Юсефа Фареса с «американскими горками из идей и стилей геймплея» благодаря чему он «остаётся потрясающе свежим на протяжении всех 14 часов […] не успевая надоесть». В числе минусов называли слишком предсказуемый сюжет «опирающийся на клише», а также небольшие баги.
Вскоре после релиза пиковый онлайн Split Fiction превысил 259 000 человек, по этому показателю игра превзошла все ранее выпущенные платные проекты Electronic Arts на платформе Steam.

## Экранизация
Всего через две недели после выхода игры было объявлено о подготовке киноадаптации. Студия Story Kitchen приступила к подбору актёров, сценаристов и режиссёра, а права на экранизацию планируется продать на торгах.
В апреле 2025 года стало известно, что режиссёром фильма назначен Джон Чу, а сценарий напишут Ретт Риз и Пол Верник. Главную роль исполнит Сидни Суини, которая также выступит в качестве исполнительного продюсера. Производством проекта занимаются компании Story Kitchen и Electric Somewhere. Какая именно роль досталась Суини, пока не уточняется.